# Smerinthulus cottoni
Smerinthulus cottoni är en fjärilsart som beskrevs av Jean-Marie Cadiou och Ian Kitching 1990. Smerinthulus cottoni ingår i släktet Smerinthulus och familjen svärmare. Inga underarter finns listade i Catalogue of Life.